# علم الأحياء الدقيقة الصناعي
علم الأحياء الدقيقة الصناعي(بالإنجليزية: Industrial microbiology)‏ هو فرع من فروع التكنولوجيا الحيوية الذي يطبق العلوم الميكروبية لإنشاء منتجات صناعية بكميات كبيرة، غالبًا باستخدام مصانع الخلايا الميكروبية. هناك طرق متعددة للتعامل مع الكائنات الحية الدقيقة من أجل زيادة إنتاجية المنتج القصوى. يمكن تحقيق إدخال الطفرات في الكائن الحي عن طريق إدخالها إلى المطفرات. هناك طريقة أخرى لزيادة الإنتاج عن طريق تضخيم الجينات، ويتم ذلك عن طريق استخدام البلازميدات والناقلات. تُستخدم البلازميدات و / أو النواقل لدمج نسخ متعددة من جين محدد من شأنه أن يسمح بإنتاج المزيد من الإنزيمات التي تؤدي في النهاية إلى زيادة إنتاجية المنتج. إن التلاعب بالكائنات من أجل إنتاج منتج معين له العديد من التطبيقات في العالم الحقيقي مثل إنتاج بعض المضادات الحيوية والفيتامينات والإنزيمات والأحماض الأمينية والمذيبات والكحول والمنتجات اليومية. تلعب الكائنات الحية الدقيقة دورًا كبيرًا في الصناعة، حيث يمكن استخدامها بطرق متعددة. من الناحية الطبية يمكن استخدام الميكروبات لصنع المضادات الحيوية من أجل علاج المضادات الحيوية. يمكن أيضًا استخدام الميكروبات في صناعة الأغذية. تعد الميكروبات مفيدة جدًا في إنشاء بعض المنتجات ذات الإنتاج الضخم التي يستهلكها الناس. تستخدم الصناعة الكيميائية أيضًا الكائنات الحية الدقيقة من أجل تخليق الأحماض الأمينية والمذيبات العضوية. يمكن أيضًا استخدام الميكروبات في التطبيقات الزراعية لاستخدامها كمبيد حيوي بدلاً من استخدام المواد الكيميائية أو اللقاحات الخطرة للمساعدة في تكاثر النباتات.

## التطبيق الطبي

تمثيل المفاعلات الحيوية. يتم استخدامها لتخزين الميكروبات أثناء إنتاجها للمنتج المرغوب فيه.

التطبيق الطبي لعلم الأحياء الدقيقة الصناعي هو إنتاج أدوية جديدة يتم تصنيعها في كائن حي معين للأغراض الطبية. يعد إنتاج المضادات الحيوية ضروريًا لعلاج العديد من الالتهابات البكتيرية. يتم إنتاج بعض المضادات الحيوية والسلائف الطبيعية من خلال عملية تسمى التخمير. تنمو الكائنات الحية الدقيقة في وسط سائل حيث يتم التحكم في حجم السكان من أجل إنتاج أكبر كمية من المنتج. في هذه البيئة يتم التحكم أيضًا في المغذيات ودرجة الحموضة ودرجة الحرارة والأكسجين من أجل تعظيم كمية الخلايا وعدم موتها قبل إنتاج المضاد الحيوي ذي الفائدة. بمجرد إنتاج المضاد الحيوي يجب استخراجه من أجل تحقيق دخل.
يتم إنتاج الفيتامينات أيضًا بكميات كبيرة إما عن طريق التخمير أو التحول البيولوجي. فيتامين ب 2 (الريبوفلافين) على سبيل المثال يتم إنتاجه في كلا الاتجاهين. يستخدم التحول الأحيائي في الغالب لإنتاج الريبوفلافين، ومصدر الكربون لمصدر هذا التفاعل هو الجلوكوز. هناك عدد قليل من سلالات الكائنات الحية الدقيقة التي تم تصميمها لزيادة إنتاج الريبوفلافين. الكائن الأكثر شيوعًا المستخدم في هذا التفاعل هو أشبيا جوسيبي (Ashbya gossypii)، عملية التخمير هي طريقة شائعة أخرى لإنتاج الريبوفلافين. الكائن الأكثر شيوعًا المستخدم لإنتاج الريبوفلافين من خلال التخمير هو إريموتيسيوم إشبي (Eremothecium ashbyii). بمجرد إنتاج الريبوفلافين يجب استخراجه من المرق، ويتم ذلك عن طريق تسخين الخلايا لفترة زمنية معينة ومن ثم يمكن تصفية الخلايا من المحلول. يتم تنقية الريبوفلافين لاحقًا وإطلاقه كمنتج نهائي.
يمكن استخدام التحول البيولوجي الميكروبي لإنتاج أدوية الستيرويد. يمكن تناول المنشطات إما عن طريق الفم أو عن طريق الحقن. تلعب المنشطات دورًا كبيرًا في السيطرة على التهاب المفاصل. الكورتيزون دواء مضاد للالتهابات يحارب التهاب المفاصل بالإضافة إلى العديد من الأمراض الجلدية. [بحاجة لمصدر] الستيرويد الآخر المستخدم هو التستوستيرون والذي تم إنتاجه من ديهيدرو إيبي أندروستيرون باستخدام أنواع وتدية .

## تطبيق صناعة المواد الغذائية

### التخمير
التخمير هو تفاعل حيث يمكن تحويل السكر إلى غاز أو كحول أو أحماض. يحدث التخمر اللاهوائي مما يعني أن الكائنات الحية الدقيقة التي تمر من خلال التخمير يمكن أن تعمل دون وجود الأكسجين. تستخدم الخمائر والبكتيريا بشكل شائع لإنتاج منتجات متعددة على نطاق واسع. شرب الكحول منتج تنتجه الخميرة والبكتيريا. يُعرف الكحول الذي يمكن استهلاكه أيضًا باسم الإيثانول ويستخدم الإيثانول لتشغيل السيارات كمصدر للوقود. ينتج شرب الكحول من السكريات الطبيعية مثل الجلوكوز. ينتج ثاني أكسيد الكربون كمنتج جانبي في هذا التفاعل ويمكن استخدامه لصنع الخبز، ويمكن استخدامه أيضًا في كربونات المشروبات. نبيذ التخمير: المشروبات الكحولية مثل الجعة والنبيذ يتم تخميرها بواسطة الكائنات الحية الدقيقة عندما لا يوجد أكسجين.
في هذه العملية بمجرد وجود ما يكفي من الكحول وثاني أكسيد الكربون في الوسائط تبدأ الخميرة في الموت بسبب أن البيئة تصبح سامة بالنسبة لها. هناك العديد من سلالات الخميرة والبكتيريا التي يمكنها تحمل كميات مختلفة من الكحول في بيئتها قبل أن تصبح سامة، وبالتالي يمكن للمرء الحصول على مستويات مختلفة من الكحول في البيرة والنبيذ فقط عن طريق اختيار سلالة جرثومية مختلفة. يمكن لمعظم الخميرة أن تتحمل ما بين 10 و 15 في المائة من الكحول، ولكن هناك بعض السلالات التي يمكنها تحمل ما يصل إلى 21 في المائة من الكحول. يمكن أيضًا تصنيع منتجات الألبان مثل الجبن والزبادي من خلال التخمير باستخدام الميكروبات. تم إنتاج الجبن كطريقة للحفاظ على العناصر الغذائية التي يتم الحصول عليها من الحليب، من خلال التخمير وبالتالي إطالة العمر الافتراضي للمنتج. تستخدم الميكروبات لتحويل سكر اللاكتوز إلى حمض اللاكتيك عن طريق التخمير. البكتيريا المستخدمة في هذا التخمر وعادة ما تكون من عائلات البلازميد (Lactococci) وهي البكتريا المكونة أو العقديات. في بعض الأحيان يتم إضافة هذه الميكروبات قبل أو بعد خطوة التحميض اللازمة لإنتاج الجبن. كما أن هذه الميكروبات مسؤولة عن النكهات المختلفة للجبن لأنها تحتوي على إنزيمات تكسر سكريات الحليب والدهون إلى كتل بناء متعددة. قد يتم إدخال بعض الميكروبات الأخرى مثل العفن عن قصد أثناء أو قبل تعتيق الجبن لإضفاء نكهة مختلفة عليه.
يبدأ إنتاج الزبادي من بسترة الحليب حيث يتم تقليل الميكروبات غير المرغوب فيها أو التخلص منها. بمجرد أن يتم تعقيم الحليب يصبح الحليب جاهزًا للمعالجة لتقليل محتوى الدهون والسائل، وبالتالي فإن ما يتبقى هو محتوى صلب في الغالب. يمكن القيام بذلك عن طريق تجفيف الحليب بحيث يتبخر السائل أو بإضافة الحليب المركز. زيادة المحتوى الصلب للحليب يزيد أيضًا من القيمة الغذائية لأن العناصر الغذائية تكون أكثر تركيزًا. بعد الانتهاء من هذه الخطوة يصبح الحليب جاهزًا للتخمير حيث يتم تلقيح الحليب بالبكتيريا في عبوات صحية من الفولاذ المقاوم للصدأ ثم يتم مراقبته بعناية لإنتاج حمض اللاكتيك ودرجة الحرارة ودرجة الحموضة.
يمكن إنتاج الإنزيمات من خلال التخمير إما عن طريق التخمير المغمور و / أو التخمير في الحالة الصلبة. يُشار إلى التخمير المغمور عندما تكون الكائنات الحية الدقيقة على اتصال مع الوسائط. في هذه العملية يكون الاتصال بالأكسجين ضروريًا. يمكن للمفاعلات الحيوية / المخمرات المستخدمة للقيام بهذا الإنتاج الضخم للمنتج تخزين ما يصل إلى 500 متر مكعب في الحجم. التخمر في الحالة الصلبة أقل شيوعًا من التخمير المغمور، ولكن له فوائد عديدة. هناك حاجة أقل لأن تكون البيئة معقمة نظرًا لوجود كمية أقل من المياه، كما أن هناك ثباتًا وتركيزًا أعلى للمنتج النهائي. يتم تصنيع الأنسولين من خلال عملية التخمير واستخدام الإشريكية القولونية المؤتلفة أو الخميرة من أجل صنع الأنسولين البشري الذي يسمى أيضًا هومولين .

## تطبيق الزراعة
يتزايد الطلب على المنتجات الزراعية باستمرار بسبب الحاجة إلى الأسمدة والمبيدات المختلفة. هناك آثار طويلة المدى للإفراط في استخدام الأسمدة الكيماوية ومبيدات الآفات. بسبب الاستخدام المفرط للأسمدة الكيماوية ومبيدات الآفات، تصبح التربة غير خصبة واستخدام غير كافٍ لزراعة المحاصيل. لهذا الغرض تدخل الأسمدة الحيوية والمبيدات الحيوية والزراعة العضوية للإنقاذ.
المبيد الحيوي هو مبيد آفات مشتق من كائن حي أو مواد طبيعية. يمكن أيضًا إنتاج مبيدات الآفات الكيميائية الحيوية من مواد طبيعية يمكنها التحكم في تجمعات الآفات في مادة غير سامة. من الأمثلة على المبيدات الكيميائية الحيوية المبيدات الحشرية القائمة على الثوم والفلفل وتعمل هذه المبيدات عن طريق طرد الحشرات من المكان المطلوب. تُستخدم مبيدات الآفات الميكروبية-وهي عادة فيروسات أو بكتيريا أو فطريات- للسيطرة على تجمعات الآفات بطريقة أكثر تحديدًا. الميكروب الأكثر استخدامًا لإنتاج المبيدات الحيوية الميكروبية هو عصوية تورتجية. تنتج هذه البكتيريا المكونة للأبواغ ذيفانًا داخليًا يتسبب في توقف الحشرة أو الآفة عن التغذية على المحصول أو النبات لأن السموم الداخلية تدمر بطانة الجهاز الهضمي.

## التطبيق الكيميائي

تدفق العمل التخطيطي لتحسين المصنع الميكروبي

يمكن أيضًا تصنيع الأحماض الأمينية والمذيبات العضوية باستخدام الميكروبات. يتم استخدام تركيب الأحماض الأمينية الأساسية مثل ميثونين ولايسين وتيربتوفان والحمض الأميني غير الأساسي حمض الجلوتاميك في الأساس في صناعات الأعلاف والأغذية والصناعات الدوائية. إنتاج هذه الأحماض الأمينية يرجع إلى الوتدية جلوتاميكوم والتخمير. تم تصميم سي جلوتاميك لتكون قادرة على إنتاج اللايسين وحمض الجلوتاميك بكميات كبيرة. زاد الطلب على حمض جلوتاميك للإنتاج لأن هذا الحمض الأميني يستخدم لإنتاج غلوتامات أحادية الصوديوم (MSG) كعامل توابل للطعام. في عام 2012 بلغ إجمالي إنتاج حمض الجلوتاميك 2.2مليون طن ويتم إنتاجه باستخدام تقنية التخمير المغمورة الملقحة بـ سي جلوتاميك. وقد أنتج اللايسين أصلا من حمض البيملك ثنائي الأمين من خلال القولونية، ولكن بمجرد أن تم اكتشاف سي جلوتاميك لإنتاج حمض الغلوتاميك تم تعديل هذا الكائن الحي و الكائنات ذاتية التغذية الأخرى لاحقًا لإنتاج أحماض أمينية أخرى مثل ليسين وأسبارتاتي وميثيونين و إيزولوسين وثريونين. يستخدم اللايسين لتغذية الخنازير والدجاج وكذلك لعلاج نقص المغذيات وزيادة الطاقة لدى المريض وأحيانًا يستخدم لعلاج الالتهابات الفيروسية. يتم إنتاج التربتوفان أيضًا من خلال التخمير وبواسطة الوتدية وإشيريشيا كولاي، على الرغم من أن الإنتاج ليس كبيرًا مثل باقي الأحماض الأمينية إلا أنه لا يزال ينتج للأغراض الصيدلانية حيث يمكن تحويله واستخدامه لإنتاج النواقل العصبية.
كان إنتاج المذيبات العضوية مثل الأسيتون والبيوتانول والأيزوبروبانول من خلال التخمير من أول الأشياء التي يتم إنتاجها باستخدام البكتيريا، حيث يتم تحقيق التناسق الضروري للمنتجات بسهولة باستخدام الأنظمة الحية. يستخدم التخمير بالمذيبات سلسلة من الأنواع البكتيرية المطثية. لم يكن التخمير بالمذيبات في البداية مثمرًا كما هو مستخدم اليوم. كانت كمية البكتيريا المطلوبة لإنتاج منتج عالية، وكان الناتج الفعلي للمنتج منخفضًا. تم اكتشاف التطورات التكنولوجية اللاحقة التي سمحت للعلماء بتغيير هذه السلالات وراثيًا لتحقيق عائد أعلى لهذه المذيبات. تم تحويل هذه السلالات المطثية إلى نسخ جينية إضافية من الإنزيمات اللازمة لإنتاج المذيبات، فضلاً عن كونها أكثر تحملاً لتركيزات أعلى من المذيب الذي يتم إنتاجه، نظرًا لأن هذه البكتيريا لديها مجموعة من المنتجات التي يمكن أن تعيش فيها قبل أن تصبح البيئة سامة. كان إنتاج المزيد من السلالات التي يمكنها استخدام ركائز أخرى طريقة أخرى لزيادة إنتاجية هذه البكتيريا.